# Кунстхалле Баден-Бадена
Кунстxалле в Баден-Бадене (нем. Staatliche Kunsthalle Baden-Baden) — художественный музей в баден-вюртембергском городе Баден-Баден, основанный в 1909 году как выставочный зал художественного объединения «Freie Künstlervereinigung Baden». Не обладает собственной коллекцией; в его стенах проходят выставки как классического, так и современного искусства: четыре выставки в год посвящены как отдельным художникам, так и актуальным проблемам искусства и культуры. Расположен рядом с музеем Фридера Бурды.

## История и описание

### Здание
Здание Кунстхалле в Баден-Бадене было построено по проекту архитектора из Карлсруэ Германа Биллинга (1867—1946), в стиле позднего модерна, и открыто в 1909 году. Асимметричное снаружи строение, спроектированное Биллингом совместно со своим партнером Вильгельмом Виттали (1859—1920), использует архитектурные элементы и решения классической (греко-римской) архитектуры: включая треугольный фронтон, пилястры с капителями ионического ордера и римские цифры над арочным порталом. Работы Витрувия вдохновили Биллинга на подобный дизайн. Само здание не было понято многими из современников: некоторые из первых посетителей восприняли отказ от ярких декоративных элементов как признак «бедности», а другие шутили, что строгий фасад напоминает более крематорий, чем место для проведения художественных мероприятий.
В XXI века австрийский художник Хаймо Зобернигом (род. 1958) участвовал в перестройке внутренних пространств здания, проводившихся по проекту архитектора Михаэля Вальрафа (род. 1968). В итоге на первом этаже разместились два больших зала, а также — ряд прямоугольных и восьмиугольных помещений доступных для выставок и мероприятий. В 2007 году художник и дизайнер Гюнтер Фёрг (1952—2013) создал масштабную настенную роспись в главном фойе; в 2009 году зал кафетерия «Foyer / Café Kunsthalle» был перепроектирован художником Тобиасом Ребергером (род. 1966) — работа основана на дизайне кафе «Was Du liebst bringt Dich auch zum Weinen», получившем приз на Венецианской биеннале. В 2010 году была создана работа «12 цветов для кафе Кунстхалле» (12 Farben für das Café der Kunsthalle), а три года спустя оформители, работавшие в берлинском парке «Prinzessinnengarten», спроектировали кафе в зоне входа в музей.

### Деятельность
Основу фонда Кунстхалле первоначально составила коллекция произведений искусства, собранная Робертом Энгельхорном — художником и сыном соучредителя компании «Badische Aniline & Soda Factory» (BASF), который в 1906 году представил свой проект постоянной художественной выставки в городе. В 1927 году Кунстхалле был передан под управление Веймарской республике — в связи с финансовыми потерями, понесёнными Энгельхорном из-за гиперинфляции. До 1930-х годов, под названием «Постоянная художественная выставка в Баден-Бадене» (Ständige Kunstausstellung Baden-Baden), галерея обычно проводилось по две выставки в год.
Уже после Второй мировой войны, с конца 1950-х годов, зал начал приобретать известность как выставочное пространство для современного искусства. Под руководством Дитриха Малова (1920—2013), занимавшего пост директора с 1957 по 1967 год, кунстхалле стал «витриной для произведений мировой культуры». Так в нём прошли выставки «Американская керамика» (1960), «Наивное изображение мира» (1961), «Сценарий и образ» (1962—1963) и «Примитивное ткачество в Египете» (Primitive Textilwirkereien aus Ägypten, 1963) — наряду с многочисленными персональными выставками, в которых участвовали художники от Жана Арпа до Жана Тенгели.
За следующее неполное десятилетие, Кунстхалле — под руководством историка искусства и куратора Клауса Гальвица — провёл выставки как «Революционной архитектуры» (1970) и работ Сальвадора Дали (1971) и Ганса Макарта (1972), так и русских реалистов (1972—1973). В рамках серии «14 mal 14», проходившей с 1968 по 1973 год, публике были представлены новые временные экспозиции, продолжавшиеся всего по две недели каждая; это дало возможность впервые представить свои работы целому ряду молодых художников, которые впоследствии стали широко известны: включая Маркуса Люперца и Ансельма Кифера. На границе XX и XXI веков, под руководством историка искусства Матиаса Винцена (род. 1961), музей проводил мероприятия, ставившие вопрос о месте искусства в жизни. Так на две трилогии — «Ты должен нарисовать картину» (Du sollst Dir ein Bild machen, 2001—2002) и «Множественные пространства: Человек — Парк — Фильм» (Multiple Räume: Seele — Park — Film, 2004—2005) — обратили внимание профессиональные исследователи современного искусства.
Каждые два года Кунстхалле в Баден-Бадене организует вручение премии имени Ханса Тома от земли Баден-Вюртемберг за достижения в области изобразительного искусства — церемония проходит в Бернау (Шварцвальд). Галерея также вручает стипендию «Brenner’s Artist in Residence»; регулярно участвует в арт-ярмарке «Art Karlsruhe». Регулярно публикует каталоги выставок — а также проводит лекции и панельные дискуссии, чтения, встречи с художниками, кинопоказы и концерты. Для финансовой и идейной поддержки деятельности музея, в 1999 году был основан фонд «Förderverein Freunde der Staatlichen Kunsthalle Baden-Baden».